# إيتشي

رسم لشخصية أنثوية مع عناصر نموذجية من المانغا والأنمي لتوضيح مصطلح إيتشي.

إيتشي (باليابانية: エッチ، بالروماجي: Etchi) كلمة يابانية تعني «مثير» و«بذيء»، أو «مشاغب» عندما تستخدم كصفة. عادة كلمة إيتشي تصف الأنمي والمانغا التي تحتوي على لقطات أو مشاهد تظهر الشخصيات الأنثوية بملابس ضيقة أو قصيرة أو شبه عارية أو عارية تماماً، لكن بدون ممارسة جنسية.

## أصل الكلمة واستخدامها في اليابان
الترجمة الصحيحة لكلمة (ッ チ チ) في تدوين هيبورن هو «إتشي»  ومع ذلك، فإنه مكتوب عادة باسم «إشي» في كلمة «هنتاي» (態 態) كانجي الأول «الدجاجة» يشير إلى الغرابة، والثاني كانجي «تاي» يشير إلى حالة أو حالة «هنتاي»، أدخلت في فترة ميجي كمصطلح لتغيير الشكل أو التحول في العلوم وعلم النفس.
في هذا السياق، كان يستخدم للإشارة إلى اضطرابات مثل الهستيريا أو لوصف خوارق الظواهر مثل التنويم المغناطيسي أو التخاطر،  ببطء توسع المعنى حتى كان له معنى غير قياسي.
في 1910s، كان يستخدم في علم الجنس في التعبير مركب «هنتاي سيوكو» (態 性欲 性欲 ، رغبة جنسية غير طبيعية)  وأصبحت شعبية في نظرية الانحراف الجنسي (هنتاي سيوكو رون)، التي نشرتها إيجي هابوتو وجون سوادا في عام 1915 
 في عشرينيات القرن العشرين، تناول العديد من المنشورات الرغبات الجنسية المنحرفة وحركة إيرو غورو نانسينسو، ماتسوزاوا يطلق عليه فترة تتميز ب «طفرة هنتاي.»  في الثلاثينات، أصبحت الرقابة أكثر شيوعا مما أدى إلى نشر عدد أقل من الكتب حول هذا الموضوع.
بعد الحرب العالمية الثانية، في 1950s، تم تجديد الاهتمام لهنتاي، والناس في بعض الأحيان تشير إلى ذلك فقط من قبل أول حرف الإنجليزية (H).
«إتشي» هو مرادف ل إياراشي (ら し い い ، قذر أو مثير للاشمئزاز) أو سوكيبي (け べ べ)، بدأت كلمة «إتشي» للتفرع وتفترض دلالات جديدة، في الستينات، بدأ إتشي يستخدمه الشباب للإشارة إلى الجنس بشكل عام، وبحلول الثمانينيات من القرن العشرين، كان يستخدم في تعريف الجنس كما هو الحال في العبارة «إيتشي سورو» (لممارسة الجنس). وغالبا ما تستخدم مصطلحات جديدة مثل سيكوسو للإشارة إلى الجنس، بالإضافة إلى مصطلح «إشي» يستخدم إشي الآن كمؤهل لأي شيء يتعلق المحتوى المثيرة أو الإباحية.
معناها الدقيق يختلف مع السياق، ولكن بشكل عام، هو الأكثر مماثلة لكلمة «مطيع» (عندما تستخدم كصفة)، تميل وسائل الإعلام اليابانية إلى استخدام كلمات أخرى، مثل أو مانغا (ロ ロ)، المانجا الكبار (ダ ル ト ト)، أو أنيمي / المانجا للأشخاص أكثر من 18 عاما (18 ア ニ メ メ ، 18 禁). كما تستخدم البادئة "-H" أحيانا للإشارة إلى الأنواع الإباحية، على سبيل المثال. -H أنيم، -H مانغا، إلخ.

## الاستخدام الغربي
في الغرب، تُستخدم كلمة «إيتشي» غالبًا لوصف الأعمال الفنية اليابانية، مثل الأنمي والمانغا، التي تحتوي على محتوى جنسي خفيف أو إيحاءات جنسية واضحة، لكنها لا تصل إلى مستوى الإباحية الصريحة التي تصنف تحت مصطلح «هنتاي». غالبًا ما يُفهم «إيتشي» على أنه محتوى مثير لكنه محافظ نسبياً، مع تركيز على الإثارة البصرية من خلال مشاهد تحمل تلميحات جنسية، مثل الملابس القصيرة أو المشاهد التي تُظهر أجزاء معينة من الجسم دون عرض مباشر للنشاط الجنسي.
يُستخدم المصطلح بين محبي الأنمي والمانغا في المجتمعات الغربية للتفريق بين الأعمال التي تحتوي على «fan service» المعتدلة، مثل مشاهد الاستحمام أو التلميحات الرومانسية الجريئة، وبين الأعمال الإباحية الواضحة التي تُسمى «هنتاي». كما تُستخدم كلمة «إيتشي» أحيانًا لوصف شخصية أو مشهد أو عنصر ضمن العمل يُضفي طابعًا مثيرًا لكنه غير فاضح.
بسبب انتشار ثقافة اليابان عالميًا، أصبح مصطلح «إيتشي» معروفًا وشائعًا بين جمهور الأنمي والمانغا في الغرب، ويُستخدم في النقاشات، المراجعات، والتصنيفات لتحديد مستوى المحتوى الجنسي.

## أنماط نموذجية
يوجد العديد من العناصر التي تجعل العمل يُصنف على أنه إيتشي، ولكن ينبغي تكرر هذه العناصر المتواجدة في العمل عدداً غالباً من المرات (مثلما أن تتكر في جميع حلقات السلسلة). وتُستخدم تقنيات مختلفة بالنسبة للمشاهد المرئية بغية إظهار مشاهد جنسية ويتم ذلك عادةً من خلال إظهار أجزاء من أجسام الشخصيات الإناث مثل المؤخرة أو الثديين. وتكون بعض هذه الأنماط متكررة مثل مشاهد الاستحمام أو الأونسن أو الاقتتال والتي تتمزق فيها ثياب الشخصيات. ويعد تخيل الشخصيات من السبل الشائعة لإظهار النزوات الجنسية بالإضافة إلى مشاهد التحول إلى فتيات ساحرات. وفي نهاية المطاف يستطيع المبتكرون والمنتجون اتباع أي وسيلة لإظهار الشخصيات بمشاهد عارية بصورة جزئية أو على نحوٍ كامل.